# Oedipina gephyra
Oedipina gephyra är en groddjursart som beskrevs av McCranie, Wilson och Williams 1993. Oedipina gephyra ingår i släktet Oedipina och familjen lunglösa salamandrar. IUCN kategoriserar arten globalt som starkt hotad. Inga underarter finns listade i Catalogue of Life.